# Večery na samotě u Dikaňky
Večery na samotě u Dikaňky (1831–1832, Вечера на хуторе близ Диканьки) je dvoudílný cyklus humorně i strašidelně laděných povídek a pohádek z Ukrajiny od ruského prozaika a dramatika Nikolaje Vasiljeviče Gogola (1809–1852). Roku 1835 navázal Gogol na tento cyklus knihou čtyř povídek Mirgorod (Миргород).
Cyklus tvoří osm nepříliš dlouhých příběhů stylizovaných jako vyprávění prostých vesničanů, kteří se scházejí na přástkách u včelaře Rezatého Paňka, který jednotlivé příběhy uvádí a komentuje je. Příběhy jsou stylisticky připodobněny ústnímu projevu, a to pomocí vysoké frekvence dialogů a jiných bezprostředních postupů jako je pláč, kletby, řečnické otázky, časté odbočky, zabývání se nepodstatnými detaily atp. Střídají se v nich smích i zármutek, komika i hrůza, přítomnost i minulost, vtipně odpozorovaný reálný život i fantastické motivy, prvky lidového básnictví i věcné vesnické scény. Děj samotných povídek se točí především okolo jarmarku ve vesnici Soročince (leží poblíž titulní Dykaňky) a s ním spojených pověr a radovánek, a odpovídá naivnímu lidovému povědomí, které zcela bezelstně věřilo v existenci nadpřirozených jevů (ježibaba, rusalky, čerti atp.)
Přestože jde o romantické dílo, podařilo se Gogolovi již zde vytvořit realistické obrazy života ukrajinské vesnice, mnohde již prozrazující svým humorným zabarvením budoucího satirika. V popředí je ovšem především představa moudrého lidového, městem nezkaženého společenství jako nositele hlavních duševních a mravních hodnot.

## Obsah jednotlivých dílů
- První díl (1831):
  - Soročinský jarmark (Сорочинская ярмарка), podle povídky složil ruský skladatel Modest Petrovič Musorgskij (1839–1881) roku 1880 stejnojmennou operu.
  - Večer před svatým Janem (Вечер накануне Ивана Купала), česky též jako Předvečer Jana Křtitele
  - Májová noc aneb Utonulá (Майская ночь, или Утопленница), podle povídky složil ruský skladatel Nikolaj Andrejevič Rimskij-Korsakov (1844–1908) roku 1880) stejnojmennou operu a ukrajinský skladatel Mykola Lysenko (1842–1912) roku 1885 operu Utonulá.
  - Ztracený dopis (Пропавшая грамота).
- Druhý díl (1832):
  - Štědrovečerní noc (Ночь перед рождеством), česky též jako Svatá noc nebo Noc před vánocemi, podle povídky složil ruský skladatel Nikolaj Andrejevič Rimskij-Korsakov (1844–1908) roku 1895) stejnojmennou operu a ukrajinský skladatel Mykola Lysenko (1842–1912) roku 1883 rovněž stejnojmennou operu.
  - Strašná pomsta (Страшная месть),
  - Ivan Fjodorovič Špoňka a jeho tetička (Иван Федорович Шпонька и его тетушка),
  - Zakleté místo (Заколдованное место).

## Filmové adaptace
- Strašná pomsta (1913), Страшная месть), Rusko, režie Vladislav Alexandrovič Starevič, němý film,
- Štědrovečerní noc (1913), Ночь перед рождеством), Rusko, režie Vladislav Alexandrovič Starevič, němý film,
- Májová noc (1953, Майская ночь), Sovětský svaz, režie Aleksandr Rou,
- Večery na samotě u Dikaňky, (1961, Вечера на хуторе близ Диканьки), Sovětský svaz, režie Aleksandr Rou,
- Večer před svatým Janem (1968, Вечер накануне Ивана Купала), Sovětský svaz, režie Juril Iljenko.

## Česká vydání
- Noc před vánocemi, I. L. Kober, Praha 1882, přeložil Václav Pok, znovu 1884.
- Starosvětští statkáři, Štědrovečerní noc, Výroční trh v Soročincích, Alois Hynek, Praha, 1883, přeložil J. Wagner,
- Večery na dědince blízko Dikaňky, Jan Otto, Praha 1892, přeložil Ignác Hošek,
- Večery na dědince nedaleko Dikaňky, Stanislav Minařík, Praha 1930, přeložil Stanislav Minařík,
- Ztracený dopis, Tisk, Zlín 1946, přeložil Petr Denk,
- Výbor z díla I. Svoboda, Praha 1949, znovu 1952, svazek obsahuje mimo jiné také cyklus Na přástkách (v druhém vydání již jako Večery na dědince nedaleko Dikaňky v překladu Jiřího Fraňka a dalších.
- Soročinský jarmark, Melantrich, Praha 1952, přeložila Nina Neklanová,
- Večery na dědince nedaleko Dikaňky, Československý spisovatel, Praha 1955, přeložili Jiří Franěk, Jarmila Fromková, Antonín Holešovský a Jarmila Prokopová,
- Večery na Dikaňce, SNKLU, Praha 1963, přeložili Prokop Voskovec a Ervína Moisejenková,
- Večery na samotě u Dikaňky, Mladá fronta, Praha 1972, přeložili Prokop Voskovec a Ervína Moisejenková,
- Povídky, Odeon, Praha 1975, svazek obsahuje mimo jiné i Večery na samotě u Dikaňky.